# Ricard Ramos i Cordero
Ricard Ramos i Cordero (castellà: Ricardo Ramos Cordero)  (Barcelona, 13 de juliol de 1859 - Palma, 22 d'abril de 1938) fou un empresari navilier i polític català, diputat a les Corts Espanyoles durant la restauració borbònica.

## Biografia
Va néixer al carrer de Cristina de Barcelona, fill de l'empresari navilier Ramon Alonso Ramos i Charcos, natural de Madrid i fundador de la Casa Ramos el 1845 a Ribadeo, i que el 1854 es va establir a Barcelona, i de Manuela Cordero i Rodríguez, natural de Ribadeo. A la mort del seu pare el 1888 esdevingué gerent de la companyia, càrrec que ocupà fins al 1938, convertint l'empresa en la tercera d'Espanya en el sector navier. Fou diputat per Lleida a les eleccions generals espanyoles de 1914 i 1916, i senador de 1918 a 1923.
Casat amb Maria Dalmé i Sapera, varen ser pares de diversos fills. Està enterrat dins del panteó familiar al cementiri de Sant Gervasi (Barcelona).